# Успенская церковь (Бытень)
Успе́нская церковь — историческое здание XVII века в агрогородке Бытень Ивацевичского района, памятник архитектуры (номер 112Г000292). Расположена в центре населённого пункта.

## История
Здание церкви построено в 1654 году как часовня монастыря базилиан, это единственное сохранившееся здание ансамбля. Монастырь был основан в 1640 году на средства слонимского маршалка Рыгора Трызны и его жены Регины. Во время восстания Богдана Хмельницкого в монастыре скрывались униаты с Украины. В монастыре в 1683—1688 гг. обучался будущий предстоятель униатской церкви Лев Кишка. Богослужения возобновлены в 1920—1930-е гг. В 1990-е гг. построена брама-колокольня.

## Архитектура
В архитектуре церкви есть черты ренессанса и раннего барокко. Она представляет собой прямоугольное в плане каменное здание, накрытое вальмовой крышей. Здание увенчано небольшим куполом на восьмигранном барабане. Главный фасад расчленён на три части лопатками, центральная часть со входом имеет над ним полуциркульный оконный проём, в боковых частях — плоские прямоугольные ниши. Боковые фасады разделяются лопатками между полуциркульными окнами, которые смещены в направлении алтаря. Интерьер церкви разделяется на три нефа массивными столбами. Центральный неф, самый широкий, завершается сводом цилиндрической формы с распалубками. Алтарная часть отделяется деревянным иконостасом, в который входят перенесённые из монастыря иконы Христа Вседержителя XVI века и Жировицкой Божией Матери «Умиление» середины XVIII века, а также деревянное распятие XVIII века.